# Nižnegorskij
Nižnegorskij (in russo Нижнегорский?; in ucraino Нижньогірський?, Nyžn'ohirs'kyj) è una città della Crimea. La città, in quanto parte della penisola di Crimea, è riconosciuta dalla maggior parte delle nazioni come appartenente all'Ucraina, ma è annessa alla Russia dal 2014.